# Pakaraimaea dipterocarpacea
Pakaraimaea dipterocarpacea là một loài thực vật có hoa trong họ Nham mân khôi. Loài này được Maguire & P.S.Ashton mô tả khoa học đầu tiên năm 1977.
Kể từ APG IV, loài này đã được chuyển ra khỏi họ Dipterocarpaceae (trước đây là phân họ Pakaraimoideae) và hiện được đặt trong họ Cistaceae mở rộng do bằng chứng phân tử cho thấy nó là chị em với phần còn lại của Cistaceae.